# Curítes
Curítes (em grego: Κουρήτες; romaniz.: Kourítes) foi um município da unidade regional de Retimno com sede em Furfurás. Havia sido criado pela Lei 2539/1997 (plano Capodístria) contando originalmente com doze distritos municipais: Agía Parasceví, Ágios Ioánnis, Apodúlo, Vizári, Curútes, Lambiótes, Lochriá, Nítavris, Petrochóri, Platánia, Plátanos e Furfurás. Em censo de 1991 contava com 2 668 habitantes. Segundo o de 2011, 3 014. Desde a reforma governamental de 2011, o município tornou-se uma unidade municipal do município de Amári, juntamente com o antigo município de Sivrítos.